# Живот је марш
Живот је марш је српски телевизијски филм сниман 2003. године у режији Миливоја Мишка Милојевића. Сценарио је писала Маја Волк.

## Улоге
| Глумац               | Улога           |
| -------------------- | --------------- |
| Власта Велисављевић  | Цар Франц Јозеф |
| Горица Поповић       |                 |
| Исидора Минић        |                 |
| Слободан Бештић      |                 |
| Слободан Нинковић    |                 |
| Драган Вујић         |                 |
| Предраг Ејдус        | Јосип Броз Тито |
| Ненад Ћирић          | Агент           |
| Ненад Гвозденовић    |                 |
| Бранко Јеринић       |                 |
| Милутин Јевђенијевић |                 |
| Иван Јевтовић        |                 |
| Боривоје Кандић      |                 |
| Небојша Кундачина    |                 |
| Богдан Кузмановић    |                 |
| Михајло Плескоњић    |                 |
| Јован Ристовски      |                 |